# Villa arenicola
Villa arenicola är en tvåvingeart som först beskrevs av Johnson 1908.  Villa arenicola ingår i släktet Villa och familjen svävflugor. Inga underarter finns listade i Catalogue of Life.